# Verónica (Argentina)

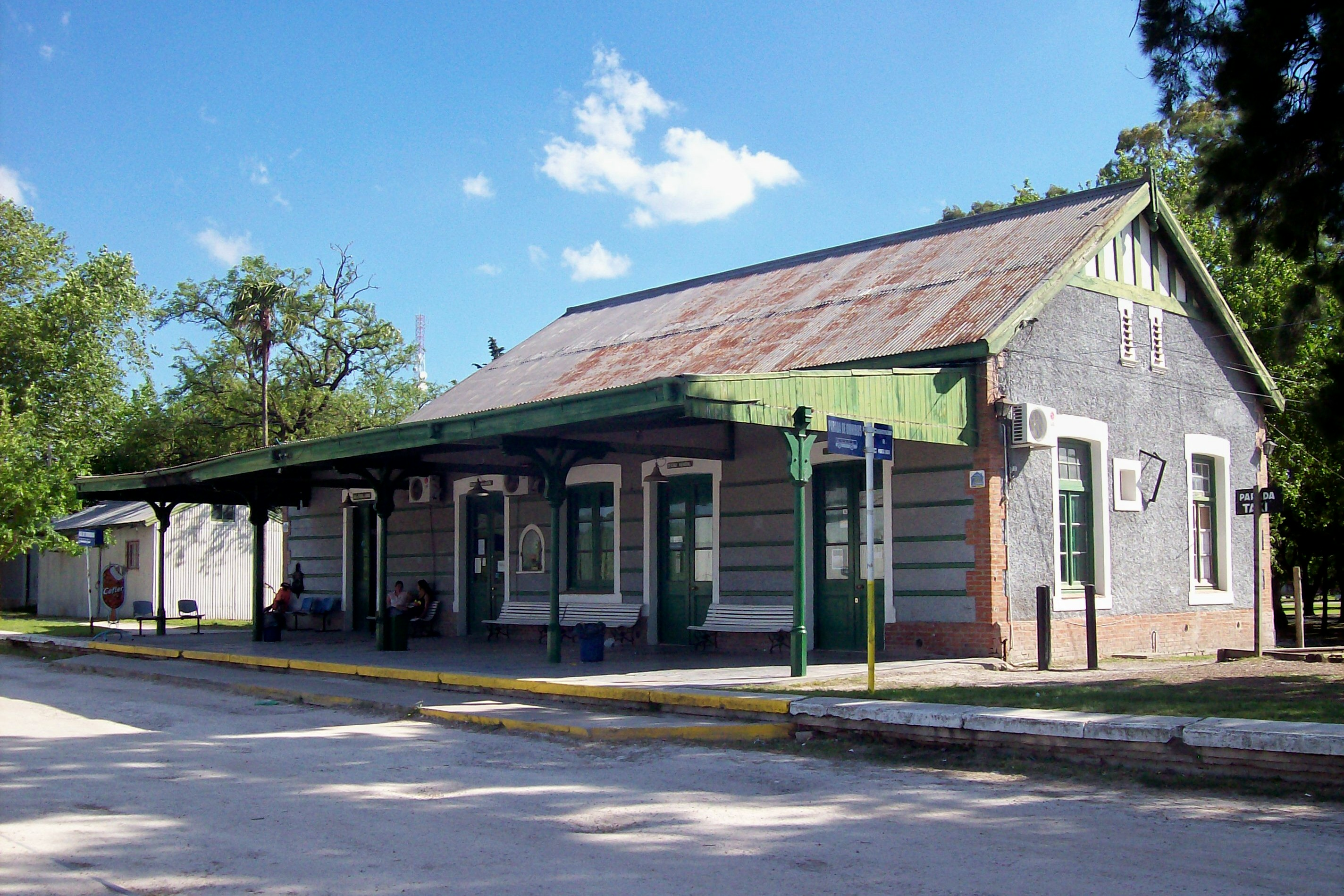
Exestación de tren.

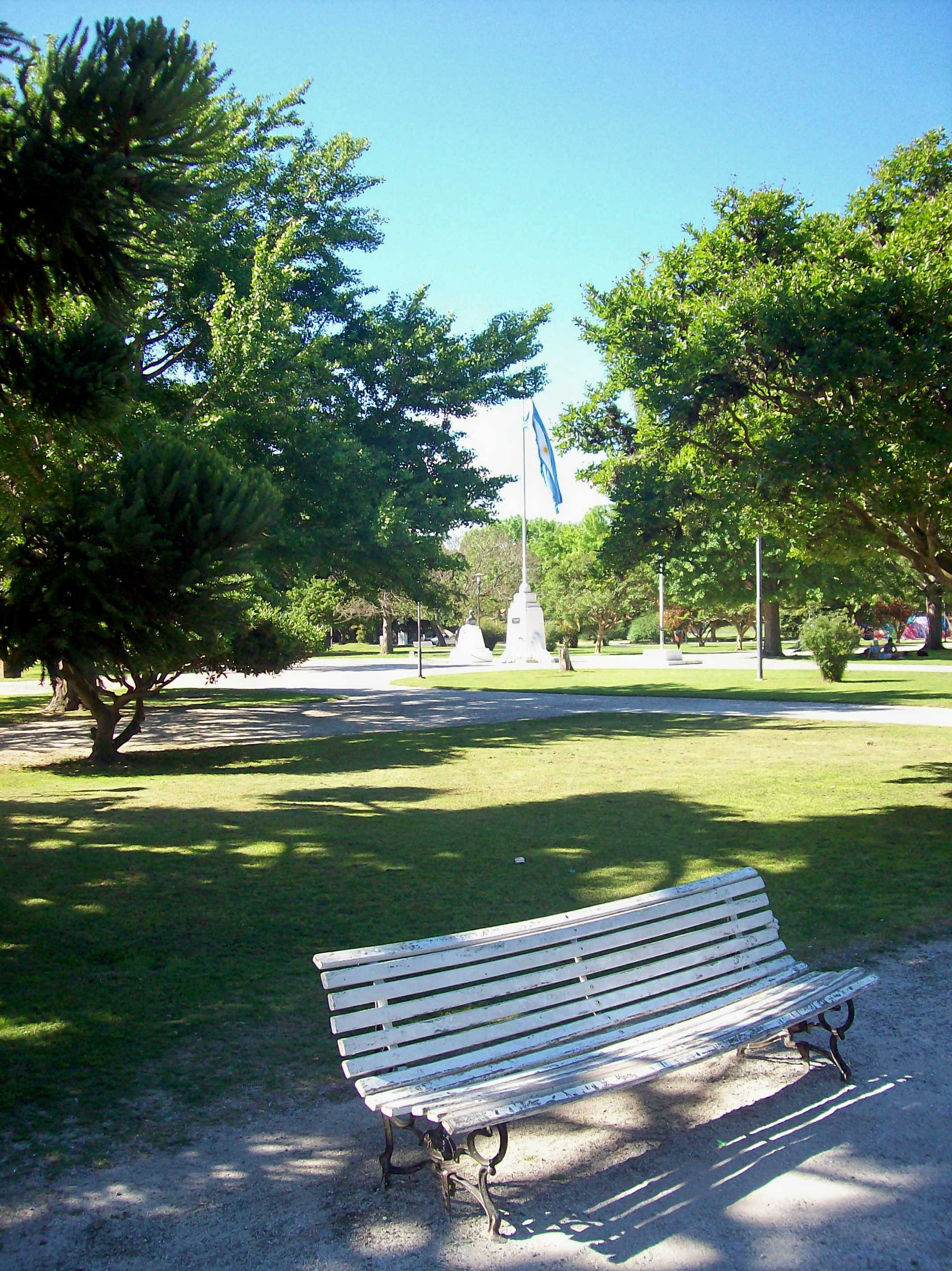
Plaza principal.

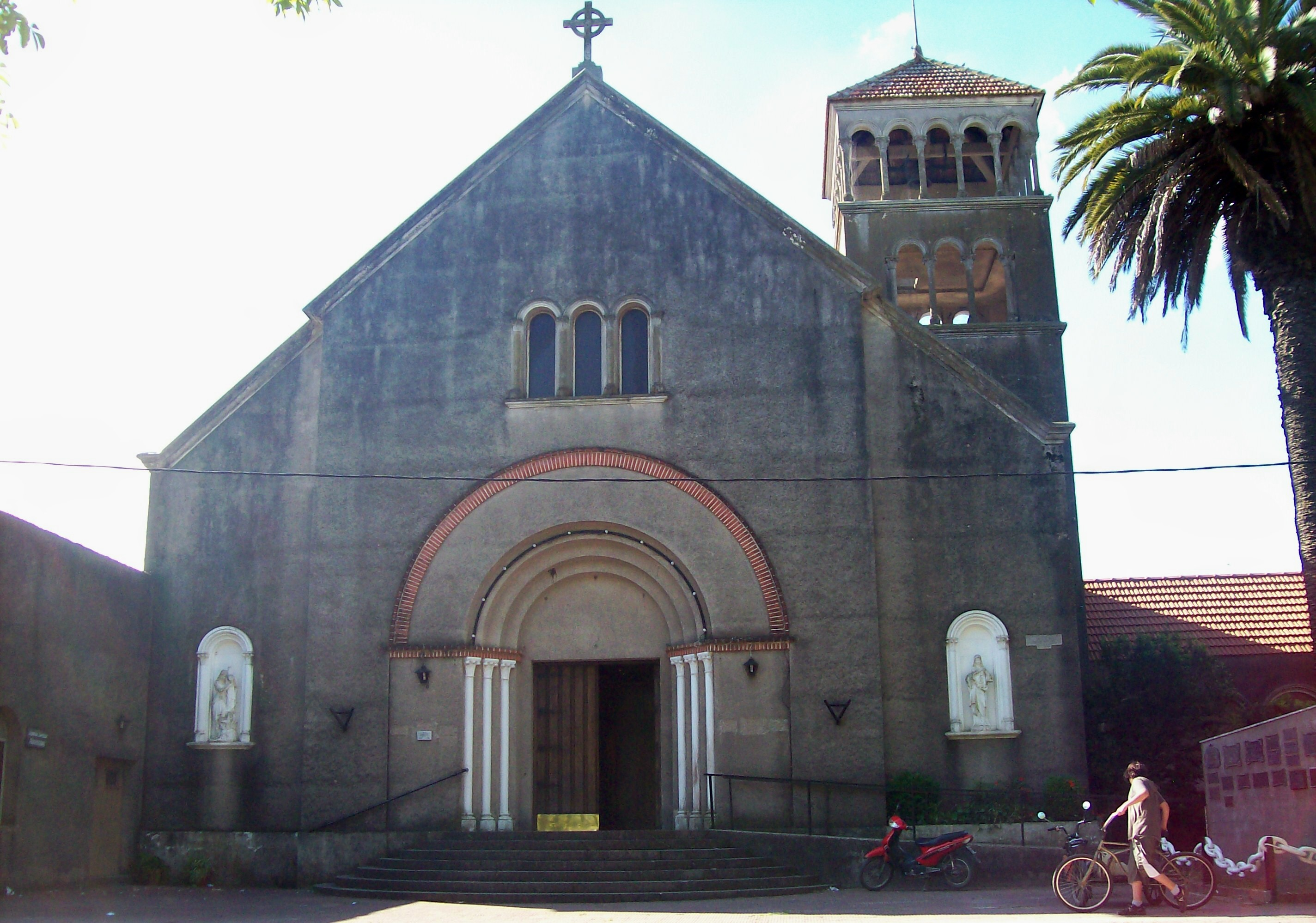
Iglesia Nuestra Señora de Lourdes.

Verónica es una ciudad del este de la provincia de Buenos Aires, Argentina, a 90 km de la ciudad capital de la provincia de Buenos Aires: La Plata. Es la cabecera del partido de Punta Indio.

## Topónimo
Nombre Impuesto por Don Benjamín Barreto, activo propulsor de la extensión del ferrocarril, en homenaje a la esposa del fundador Martín Tornquist, doña Verónica Bernal de Tornquist, cuñada política de Barreto.

## Historia
Fue fundada en los campos de la colonia La Verde, propiedad del fundador Martín Tornquist y su esposa Verónica Bernal de Tornquist el 25 de diciembre de 1914 por un decreto firmado por el gobernador Marcelino Ugarte. Sin embargo, su aniversario se celebra cada 18 de marzo, ya que se presume que el 18 de marzo de 1915 escrituró su parcela el vecino Inocencio Ruggiero, existiendo controversia al respecto.
A partir de 1915 se fueron congregando las familias que trabajaban de peones o jornaleros en las estancias y las que fueron llegando del interior del país y del extranjero. La primera corriente inmigratoria se da con el ocaso de la Primera Guerra Mundial. Checos y eslavos se radicaron formando colonias que hicieron surgir economías basadas en la horticultura y fruticultura. Monte Veloz, Las Tahonas y Álvarez Jonte, fortalecieron sus comunidades de neto corte agro ganadero con el agregado de nuevos productos que apuntalaron el comercio y la industria de la región.
El 25 de febrero de 1925 se estableció la Base Aeronaval Punta Indio (BAPI), de importancia trascendental en la política operacional de la Armada, siendo uno de los pilares del desarrollo de la localidad y posibilitando la apertura de fuentes de trabajo y el arraigo de civiles, militares y sus familias. El comercio expone características de evolución creciente; la BAPI motivó el punto de arranque del adelanto total de esta población, circunscripto hasta ese entonces al reducido núcleo alrededor de la estación ferroviaria, que se instaló el 1 de enero de 1914, y cuyo jefe fue Alberto Arroyuelo. De inmediato se promovió la subdivisión privada de la tierra con vistas a la formación del trazado urbano y la construcción de unidades de trabajo agrario. Al cabo de unos años surge un pueblo progresista de trazado moderno.
Esta estructura recuerda a la ciudad de La Plata, por la existencia de diagonales y plazas públicas, y también porque fue el mismo cuerpo de ingenieros quien la hizo, habiendo sido jefe el agrimensor Enrique Glade.
A la sombra de los grandes talares que distinguían el emplazamiento del antiguo caserío fueron apareciendo pintorescos chalets de estilo inglés que se adaptaron a las múltiples funciones, comenzando por la ganadería.
Se trabajaba con planteles de Aberdeen Angus y Guernsey. Se formó una cabaña para cría de reproductores de raza con más de 20 boxes. Tambos modelos, con un pabellón de características notables por su riqueza de montaje, sus prevenciones sanitarias y sus adelantos técnicos, quesos de alta calidad, cría de caballos de pedigree, planteles de adorno de alpacas y llamas.
El rubro más destacado fue la sección granja. Las instalaciones dedicadas a la cría de aves eran muy tecnificadas y muy diversificadas, gallineros, peladeros, cocina para preparar alimento balanceado, casa para cabañero y personal de esta actividad.
Dentro de las ambiciones financieras, existió un ambicioso proyecto que quedó trunco, conocido actualmente como la escuela Marconi, donde actualmente funciona la Casa del Niño. Este proyecto suma diversas versiones: una dice que la Marconi estaría destinado a ser la central de comunicaciones del país en conexión directa a Europa (Bélgica, Holanda); otra dice que la construcción estaba orientada a Europa, que era un inmenso galpón del que salían siete antenas en forma de chimenea y distante al galpón un edificio de oficinas en forma de “U”; la conexión sería Italia.

## Cultura

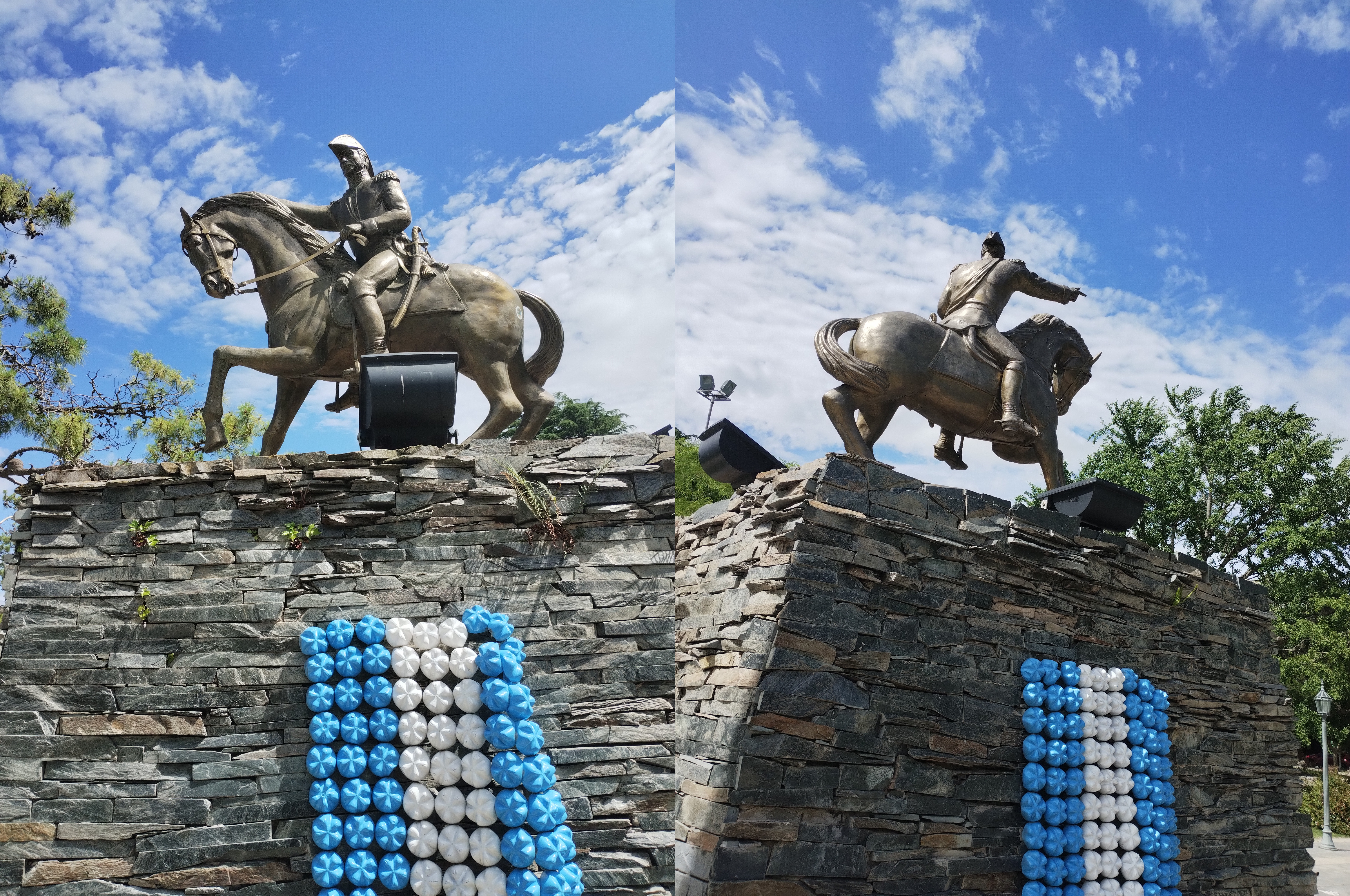
Estatua del general San Martín en la plaza central de Verónica.

Durante el año 1997 el grupo musical Los Auténticos Decadentes grabó el videoclip de la canción "El gran señor" del álbum Cualquiera puede cantar en varias locaciones de exteriores así como en lugares tradicionales de la localidad como el Bar "El vasco" y la discoteca "Weekend Dance".
En algunos lugares de la localidad se realizó parte de la filmación de la película norteamericana La ciudad de tu destino final (The City of Your Final Destination), lanzada en 2009, interpretada por Anthony Hopkins y dirigida por James Ivory.

## Geografía

### Población
Cuenta con 6546 habitantes (Indec, 2010), lo que representa un incremento del 13,4 % frente a los 5772 habitantes (Indec, 2001) del censo anterior.
| Gráfica de evolución demográfica de Verónica entre 1947 y 2010 |
|                                                                |
| Fuentes: INDEC                                                 |

### Sismicidad
La región responde a las subfallas «del río Paraná», y «del río de la Plata», y a la falla de «Punta del Este», con sismicidad baja; y su última expresión se produjo el 5 de junio de 1888 (137 años), a las 3.20 UTC-3, con una magnitud aproximadamente de 5,0 en la escala de Richter (terremoto del Río de la Plata de 1888).
- Área de tormentas severas, poco periódicas, con Alerta Meteorológico
- Baja sismicidad, con silencio sísmico de 137 años

## Clima
| Parámetros climáticos promedio de Verónica, Buenos Aires (Base Aeronaval Punta Indio) 1991–2020, extremos 1961–presente | Parámetros climáticos promedio de Verónica, Buenos Aires (Base Aeronaval Punta Indio) 1991–2020, extremos 1961–presente | Parámetros climáticos promedio de Verónica, Buenos Aires (Base Aeronaval Punta Indio) 1991–2020, extremos 1961–presente | Parámetros climáticos promedio de Verónica, Buenos Aires (Base Aeronaval Punta Indio) 1991–2020, extremos 1961–presente | Parámetros climáticos promedio de Verónica, Buenos Aires (Base Aeronaval Punta Indio) 1991–2020, extremos 1961–presente | Parámetros climáticos promedio de Verónica, Buenos Aires (Base Aeronaval Punta Indio) 1991–2020, extremos 1961–presente | Parámetros climáticos promedio de Verónica, Buenos Aires (Base Aeronaval Punta Indio) 1991–2020, extremos 1961–presente | Parámetros climáticos promedio de Verónica, Buenos Aires (Base Aeronaval Punta Indio) 1991–2020, extremos 1961–presente | Parámetros climáticos promedio de Verónica, Buenos Aires (Base Aeronaval Punta Indio) 1991–2020, extremos 1961–presente | Parámetros climáticos promedio de Verónica, Buenos Aires (Base Aeronaval Punta Indio) 1991–2020, extremos 1961–presente | Parámetros climáticos promedio de Verónica, Buenos Aires (Base Aeronaval Punta Indio) 1991–2020, extremos 1961–presente | Parámetros climáticos promedio de Verónica, Buenos Aires (Base Aeronaval Punta Indio) 1991–2020, extremos 1961–presente | Parámetros climáticos promedio de Verónica, Buenos Aires (Base Aeronaval Punta Indio) 1991–2020, extremos 1961–presente | Parámetros climáticos promedio de Verónica, Buenos Aires (Base Aeronaval Punta Indio) 1991–2020, extremos 1961–presente |
| Mes | Ene. | Feb. | Mar. | Abr. | May. | Jun. | Jul. | Ago. | Sep. | Oct. | Nov. | Dic. | Anual |
| --- | --- | --- | --- | --- | --- | --- | --- | --- | --- | --- | --- | --- | --- |
| Temp. máx. abs. (°C) | 43.1 | 39.1 | 37.2 | 32.4 | 28.8 | 24.9 | 28.3 | 30.0 | 30.0 | 34.6 | 36.8 | 39.8 | 43.1 |
| Temp. máx. media (°C)                                                                                                   | 27.9 | 27.0 | 25.2 | 21.7 | 18.0 | 14.8 | 13.7 | 15.8 | 17.5 | 20.5 | 23.5 | 26.6 | 21.0 |
| Temp. media (°C) | 23.0 | 22.2 | 20.4 | 16.7 | 13.2 | 10.2 | 9.2 | 10.8 | 12.8 | 15.9 | 18.7 | 21.4 | 16.2 |
| Temp. mín. media (°C)                                                                                                   | 18.3 | 17.6 | 16.0 | 12.4 | 9.3 | 6.3 | 5.4 | 6.6 | 8.5 | 11.5 | 14.0 | 16.5 | 11.9 |
| Temp. mín. abs. (°C) | 5.5 | 4.0 | 0.6 | 0.2 | -2.0 | -7.5 | -4.6 | -4.1 | -2.6 | -0.6 | 2.0 | 3.5 | -7.5 |
| Precipitación total (mm)                                                                                                | 97.4 | 116.1 | 94.8 | 93.8 | 67.5 | 69.3 | 82.5 | 68.9 | 77.2 | 95.9 | 94.8 | 82.3 | 1040.5 |
| Días de precipitaciones (≥ 0.1 mm)                                                                                      | 6.4 | 7.2 | 7.0 | 7.3 | 6.1 | 5.6 | 6.5 | 6.2 | 6.7 | 7.9 | 6.9 | 6.7 | 80.5 |
| Días de nevadas (≥ 1 mm)                                                                                                | 0.0 | 0.0 | 0.0 | 0.0 | 0.0 | 0.0 | 0.1 | 0.0 | 0.0 | 0.0 | 0.0 | 0.0 | 0.1 |
| Horas de sol | 291.4 | 234.8 | 220.1 | 183.0 | 161.2 | 138.0 | 145.7 | 170.5 | 177.0 | 210.8 | 255.0 | 288.3 | 2475.8 |
| Humedad relativa (%) | 76.4 | 79.6 | 81.7 | 84.3 | 86.6 | 86.8 | 86.3 | 84.3 | 82.6 | 81.6 | 78.4 | 75.3 | 82.0 |
| Fuente n.º 1: Servicio Meteorológico Nacional                                                                           | | | | | | | | | | | | | |
| Fuente n.º 2: NOAA (percent sun 1961–1990)                                                                              | | | | | | | | | | | | | |

## Distancias
Verónica dista 138 km de Buenos Aires, a 90 km de la capital provincial La Plata y a 15 km del Río de la Plata. 
En auto, se va por la Ruta Nacional 1 Autopista Buenos Aires - La Plata, Ruta 2
y luego por ruta provincial 36.
Asimismo está situada a 45 km de Magdalena, ex cabecera del Partido.

## Transporte
- Línea 411
- Línea 600
- Aeródromo de Verónica

## Personalidades destacadas
- Mauro Gabriel Airez, Futbolista internacional.[14]
- Héctor Equiza, político y ex-intendente de Punta Indio.[15]
- Daniel Gustavo Reposo, Abogado y político.[16]
- Hernán Y Zurieta, Político y ex-intendente de Punta Indio.[17]

## Medios de Comunicación
- Revista Punta Indio
- Semanario El Regional Costero
- El Costero de Punta Indio (Publicación Mensual)
- Cablevisión Verónica
- Fiberfly TV
- Señal Urbana +
- Fm Nova 93.7
- Fm del Sur 103.7